# Hogmanay
Hogmanay ( /ˈhɒɡməneɪ,ˌhɒɡməˈneɪ/) es la palabra escocesa para la Nochevieja y es sinónimo de la celebración del Año Nuevo de la manera escocesa. Normalmente es seguido por más fiestas la mañana del Día de Año Nuevo (1º de enero) y, en algunos casos, el 2 de enero—un festivo escocés. En algunos contextos, la palabra Hogmanay se usa más ampliamente, para describir el período entero de los últimos días del año viejo y los primeros días del año nuevo. Por ejemplo, no todos los eventos de Hogmanay en Edimburgo suceden el 31 de diciembre.
El origen del Hogmanay no está claro, pero probablemente procede de las celebraciones nórdicas y gaélicas del solsticio de invierno. Las costumbres varían a través de Escocia aunque normalmente incluyen dar regalos y visitar los hogares de amigos y vecinos, con particular atención al first foot (primer pie), el primer huésped del año nuevo. 

## Etimología
La etimología de la palabra es incierta. La etimología propuesta más temprana proviene de Scotch Presbyterian Eloquence de 1693 que postuló que el vocablo era una corrupción del griego antiguo de un presunto ἁγία μήνη (hagíā mḗnē) y que significaba "mes santo". Las tres teorías modernas principales proponen que deriva de una raíz francesa, nórdica, o gaélica.
La primera instancia documentada de la palabra fue en una entrada latina en 1443 en West Riding de Yorkshire como hagnonayse. La primera llegada al idioma escocés vino en 1604 en las crónicas de Elgin como hagmonay. Ortografías posteriores del siglo XVII incluyen Hagmena (1677), Hogmynae night (1681), y Hagmane (1693) en una entrada del Scotch Presbyterian Eloquence.
Aunque Hogmanay es la ortografía y pronunciación prevalente actualmente, algunas variaciones han sido documentadas, incluso:
- Hoghmanay[6]
- Hagman(a)e[7]
- Hagmonay[7]
- Hagmonick[6]
- Hanginay (Roxburghshire)[6]
- Hangmanay[7]
- Hogernoany (Shetland)[6]
- Hogminay/Hogmenay/Hogmynae[6]
- Hoguemennay[6]
- Huggeranohni (Shetland)[6]
- Hu(i)gmanay[7]

La primera sílaba tiene variaciones de /hɔg/, /hog/, /hʌg/, /hʌug/ o /haŋ/.

### Etimologías francesas posibles
Es posible que el vocablo fuera introducido al escocés medio vía el francés. La explicación citada más frecuentemente es una derivación de la palabra dialectal del francés del norte, hoguinané, o variaciones como hoginane, hoginono y hoguinettes, las cuales derivan de la palabra aguillanneuf del francés medio del siglo XVI que significa un regalo dado en año nuevo, el grito feliz de un niño por tal regalo, o la víspera de Año Nuevo en sí misma. El Oxford English Dictionary informa esta teoría, declarando que la palabra es un préstamo de aguillanneuf, un grito del francés medio que se usaba antaño para dar la bienvenida al año nuevo, que consta de un elemento desconocido y "l'an neuf" ("el año nuevo").
Una antigua tradición en la que los niños visitaban otras casas en su barrio la víspera del Año Nuevo y recibían sorpresas pequeñas como dulces o frutas, observada hasta los años 1960 en al menos partes de Escocia, apoya esta explicación. Otras fuentes sugieren que tiene un origen druida. Se las puede comparar con la palabra normanda hoguinané y la costumbre ya perdida en Jersey de gritar ma hodgîngnole, y pedir un oguinane como regalo del Año Nuevo en Guernsey (Véase también La Guiannee). En Quebec, la guignolée era una donación recogida puerta por puerta por personas pobres.
Se puede comparar también el aparente cognado español aguinaldo, como una derivación sugerida del latín hoc in anno, "este año".
Otras sugerencias incluyen au gui mener ("guiar al muérdago"), à gueux mener ("llevar a los mendigos"), au gui l'an neuf ("en el muérdago en Año Nuevo"), o (l')homme est né ("(el) hombre nace", una referencia crística).

### Etimologías gaélicas posibles

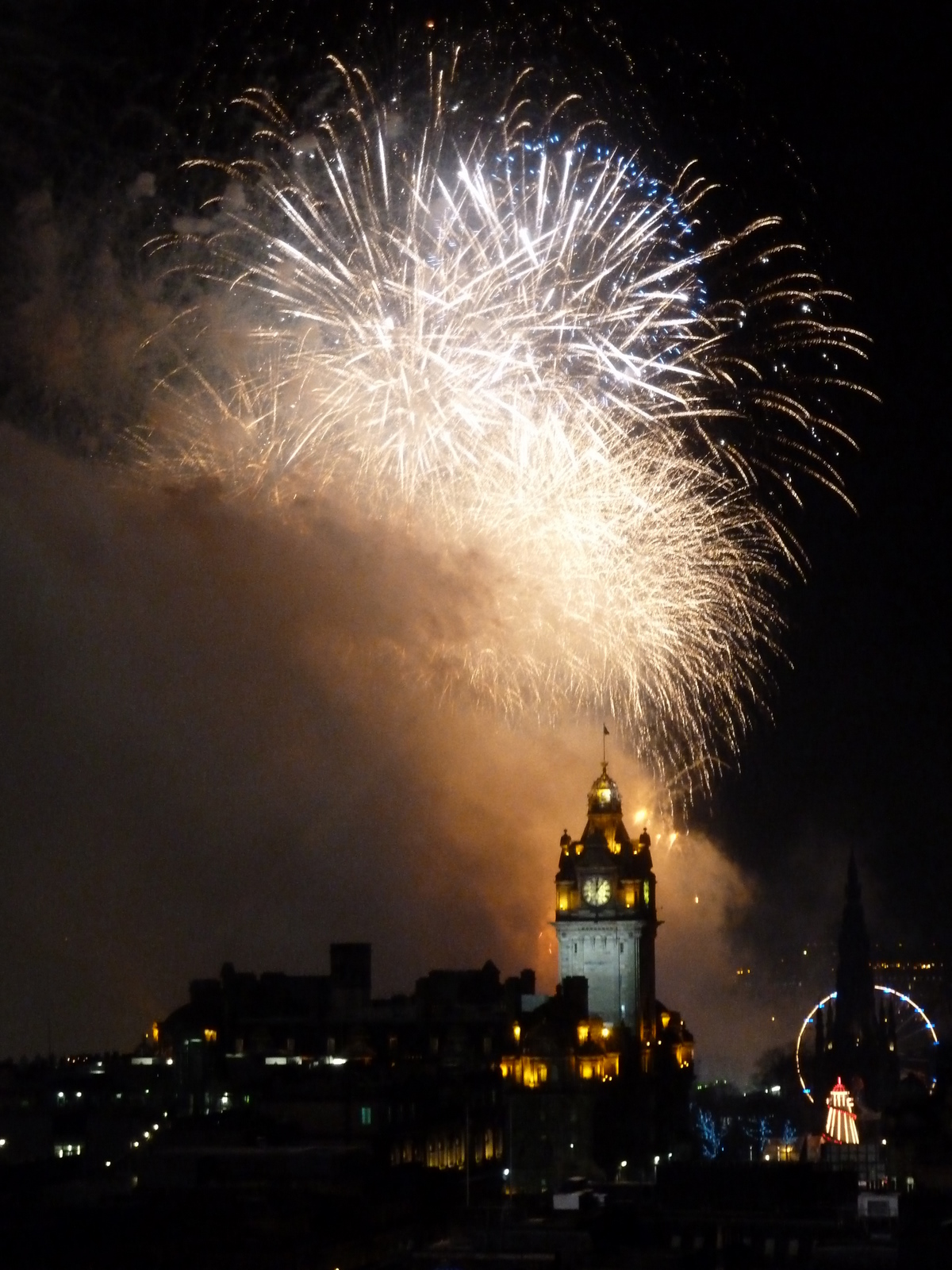
Fuegos artificiales en Edimburgo durante las celebraciones de Hogmanay en 2011.

Es posible también que la palabra proviniera de las lenguas gaélicas. Frazer y Kelley reportan una canción manesa de Año Nuevo que empieza con la línea "Esta noche es la noche del Año Nuevo", pero no anotaron el texto completo en manés. Kelley sí mismo usa la ortografía Og-u-naa... Tro-la-la, mientras otras fuentes lo analizan como hog-un-naa y da la forma del manés moderno como Hob dy naa. Los diccionarios maneses tienen Hop-tu-Naa (pronunciación manesa: hopʰ tθu neː), y por lo general la comentan como "Hallowe'en", lo mismo como muchas otras colecciones de folclore manés.
En este contexto, también ha sido documentado que en el sur de Escocia (por ejemplo, en Roxburgshire), no existe el fonema ⟨m⟩, y la palabra es por eso Hunganay, que puede sugerir que el ⟨m⟩ es extranjero.
Otra teoría que se puede encontrar ocasionalmente es que la palabra es una derivación de la frase thog mi an èigh/eugh (hopʰ tθu neː) "dar la voz en grito", que se parece a Hogmanay en su pronunciación y fue una parte de las rimas que se recitaban tradicionalmente en Año Nuevo. Sin embargo, puede ser un caso de reanálisis morfémico. 
En general, el idioma gaélico se refiere a la víspera de Año Nuevo como Oidhche na Bliadhn(a) Ùir(e) ("la Noche de Año Nuevo") y Oidhche Challainn ("la noche de las calendas").

### Etimología nórdica posible
Otros autores rechazan las dos teorías, francesa y gaélica, y sugieren en su lugar que la fuente definitiva de las variaciones francesa normanda, escocesa, y gaélica tienen una raíz nórdica común. Sugiere que las dos formas enteras:
- "Hoginanaye-Trollalay/Hogman aye, Troll a lay" (con un cognado manés Hop-tu-Naa, Trolla-laa)
- "Hogmanay, Trollolay, give us of your white bread and none of your gray" (dános de tu pan blanco y no de tu gris)[28]

Invocan a los "hombres de colina" (islandés haugmenn, compárese con el anglosajón hoghmen) o "duendes" y destierran a los troles al mar (el nórdico: á læ 'al mar'). Además, Repp conecta "Trollalay/Trolla-laa" y la rima documentada en Reliques of Ancient English Poetry ("Las reliquias de la poesía del inglés antiguo") de Thomas Percy (el obispo de Dromore): "Trolle on away, trolle on awaye. Synge heave and howe rombelowe trolle on away", lo que él lee como una invocación directa para expulsar a los troles.

## Origen
Se especula que las raíces del Hogmanay se encuentran en la celebración del solsticio de invierno entre el pueblo nórdico, además de incorporar costumbres de la celebración gaélica de Samhain. Los vikingos festejaban por esos días el Yule, lo que luego contribuyó a los Doce Días de Navidad o los Daft Days ("Días Tontos") como se llaman a veces en Escocia. La Navidad no se celebraba como tal, y Hogmanay era la celebración más tradicional en Escocia. Quizás esto fue resultado de la Reforma protestante, después de que la Navidad fuera considerada "demasiado papista".
Se celebraba Hogmanay también en el norte de Inglaterra, hasta incluso Richmond en el norte de Yorkshire. Se llamaba tradicionalmente Hagmena en Northumberland, Hogmina, en Cumberland, y Hagman-ha o Hagman-heigh en North Riding de Yorkshire.

## Costumbres
Hay muchas costumbres, a nivel nacional y local, relacionadas con el Hogmanay. La costumbre más extendida es la práctica del primer pie (first foot en inglés) que empieza inmediatamente después de la medianoche. El primer pie se refiere a la primera persona quien cruza el umbral de un amigo o vecino, y a menudo incluye ofrecerle regalos simbólicos como sal (menos común desde el siglo XX), carbón, shortbread, whisky, o un black bun (un tipo de pastel de fruta) que se entiende dará suerte a los anfitriones. Se sirve comida y bebidas a los huéspedes. Esta práctica puede ser en las primeras horas de la mañana del día 1 y al siguiente día (aunque desde principios del siglo XXI muchas personas visitan a otras hasta mitad de enero). Se cree que el primer pie da suerte para el año que viene. Tradicionalmente, se prefiere hombres con cabello oscuro como el primer pie.

### Costumbres locales

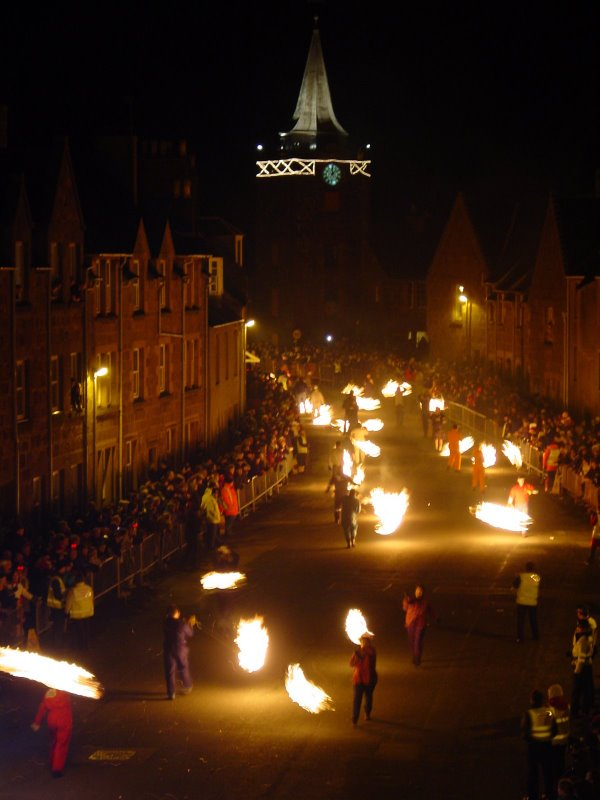
El desfile de las bolas de fuego en Stonehaven en 2003.

Un ejemplo de una costumbre local de Hogmanay es girar bolas de fuego, que se celebra en Stonehaven, Aberdeenshire al noreste de Escocia. La gente local hace "bolas" de malla de alambre llenadas con periódicos viejos, palos, trapos, y otros materiales secos e inflamables hasta un diámetro de 0,61 metros, cada una sujetada con alrededor de 0,91 metros de alambre, cadena, o soga no inflamable. Cuando la campana de Stonehaven Town House (un edificio antiguo en el pueblo de Stonehaven) repica para señalar el año nuevo, se prende fuego a las bolas, y las personas que las llevan echan a caminar por High Street a Mercat Cross al Cannon y de vuelta, girando las bolas mientras caminan.

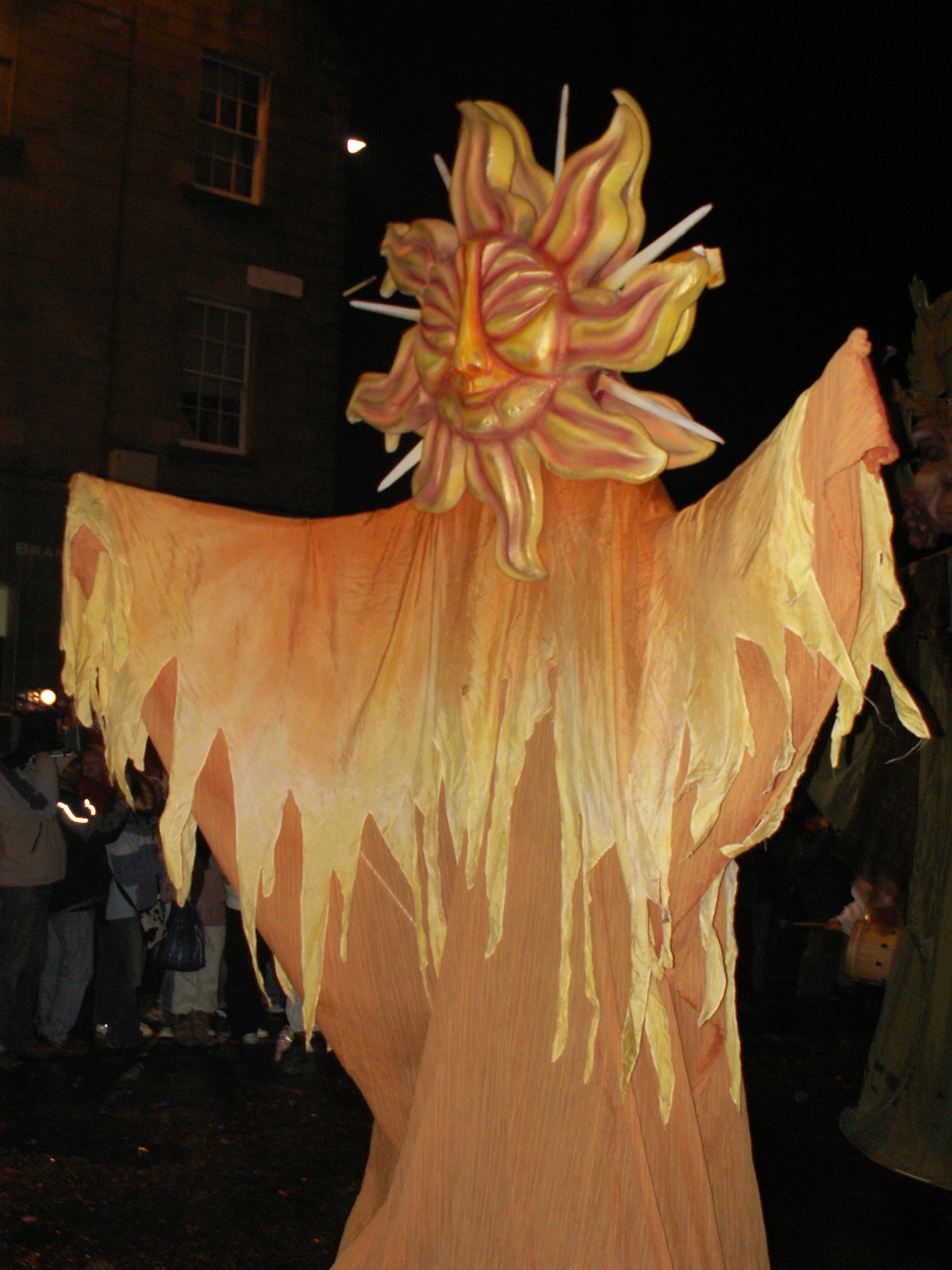
Diosa catalána del sol del fiesta callejera de Hogmanay, Edimburgo, 2005.

Al final de la ceremonia, se tiran las bolas de fuego aún ardiendo en el puerto. Muchas personas disfrutan esta exhibición y se juntan en masa para verla, con 12,000 asistentes al evento en 2007/2008. Desde principios del siglo XXI, han sido añadidas más atracciones para entretener al público mientras esperan a la medianoche, como presentaciones de baile con fuego, música de bandas de gaitas, tambores, y exhibición de fuegos artificiales después de haber tirado la última bola de fuego al mar. También empezaron a transmitirse las festividades en directo por internet. Otro ejemplo de un festival con fuego es la quema del clavie en el pueblo de Burghead en Moray.
En las comunidades pesqueras de la costa este y Dundee, los primeros pies llevaban un arenque adornado. En Falkland en Fife, los hombres locales marchaban en una procesión con antorchas hasta la cima de Lomond Hills mientras la medianoche se acercaba. Los pasteleros en Saint Andrews preparaban pasteles especiales para su celebración de Hogmanay (se llama "Cake Day" o "Día de Postres") y los distribuían a los niños locales.
Las instituciones también tuvieron sus propias tradiciones. Por ejemplo, entre los regimientos escoceses, los oficiales atendían a los hombres en cenas especiales mientras que las campanas tocaban, luego se escoltaba al "año viejo" hacia las puertas de las barracas al son de las gaitas. El sereno desafiaba a la nueva escolta afuera de las puertas preguntando "¿Quién anda ahí?" y recibía la respuesta "El Año Nuevo, todo está bien".
Una costumbre antigua en las Tierras Altas era celebrar Hogmanay con el saining (una palabra escocesa que refiere a una protección o bendición) del hogar y ganado. Temprano por la mañana del Día de Año Nuevo, los propietarios bebían y después rociaban con "agua mágica" de "un vado muerto y vivo" (refiriéndose a un vado que dos personas vivas y muertas cruzan) alrededor de la casa. Después de rociar con el agua cada habitación, todas las camas, y todos los habitantes, se cerraba la casa y se prendían ramas de junípero y se llevaban por la casa y el establo. Se permitía que el humo de junípero ahumara los edificios hasta que causara que los habitantes estornudaran y tosieran. Entonces abrían todas las puertas y ventanas para dejar entrar el fresco aire frío del año nuevo. La dueña de la casa después administraba un "reconfortante" de whisky y la familia desayunaba.

## "Auld Lang Syne"

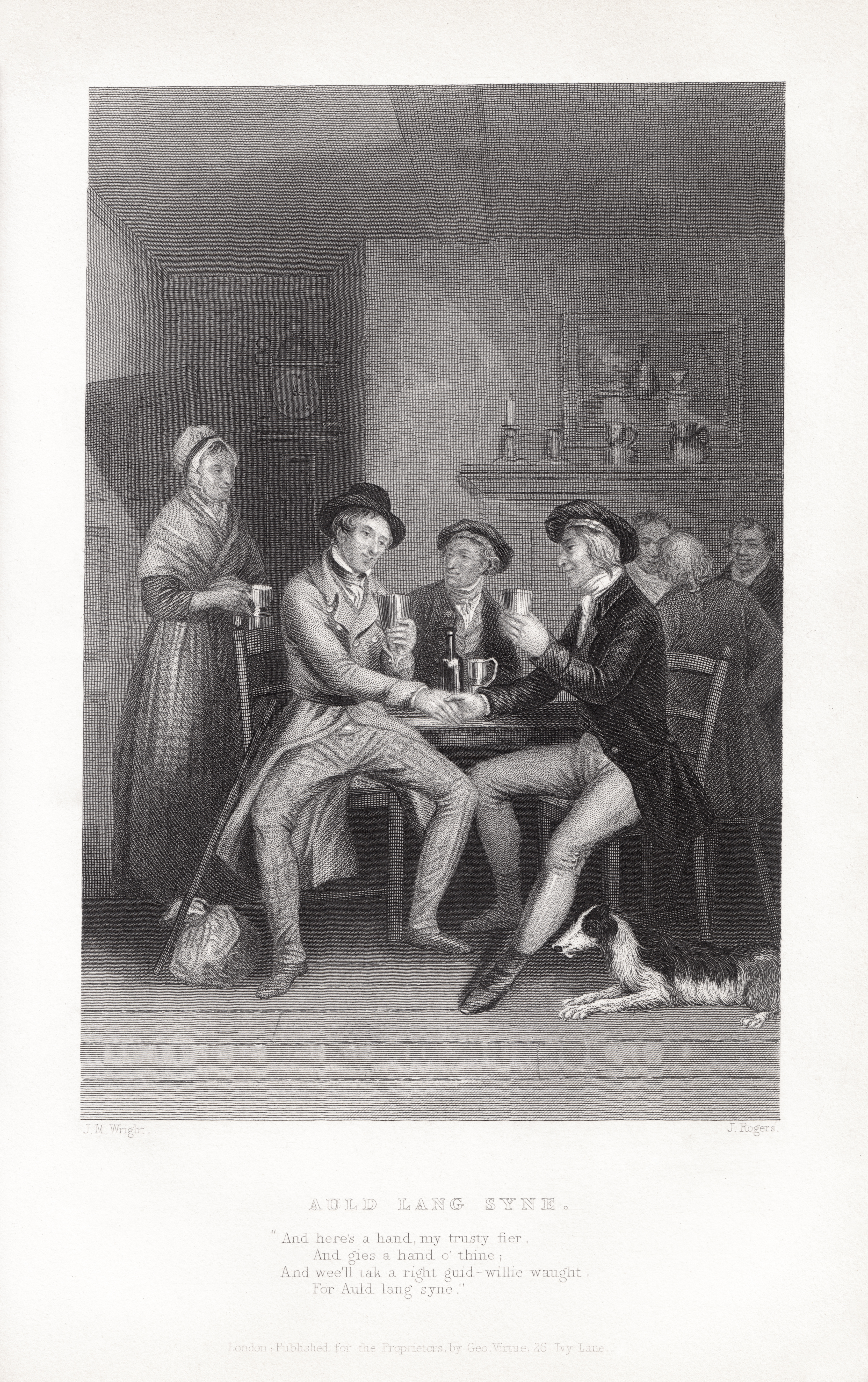
Ilustración de John Masey Wright y John Rogers de Auld Lang Syne, alrededor de 1841.

La costumbre de Hogmanay de cantar Auld Lang Syne se ha vuelto común en muchos países. Auld Lang Syne es un poema en idioma escocés de Robert Burns, con base en fuentes tradicionales y otras fuentes tempranas. Es común cantarla en un círculo con los brazos entrelazados con otras personas mientras el reloj da la medianoche que inicia el Día de Año Nuevo. No obstante, solo se intenta que los participantes entrelacen los brazos al principio del verso final antes de correr al centro como un grupo.

## En los medios
Entre 1957 y 1988, un programa especial de televisión, The White Heather Club (El Club del Brezo Blanco), se emitió para festejar las celebraciones de Hogmanay. Andy Stewart presentaba el programa y siempre empezaba el programa cantando "Come in, come in, it's nice to see you..." (Entra, entra, es un placer verte). El programa siempre terminaba con Stewart y el elenco cantando "Haste ye back" (Regresa pronto):

Haste ye back, we loue you dearly,
 Call again you're welcome here.
 May your days be free from sorrow,
 And your friends be ever near.

May the paths o'er which you wander,
 Be to you a joy each day.
 Haste ye back we loue you dearly,
 Haste ye back on friendship's way.

Regresa pronto, te amamos sinceramente

Ven de nuevo, eres bienvenido aquí

Que tus días estén sin tristeza

Y tus amigos estén siempre cerca

Que los caminos en los que deambulas,

Sean una alegría para ti cada día

Regresa pronto, te amamos sinceramente

Regresa pronto en la dirección de amistad. 

Los intérpretes eran Jimmy Shand y su banda, Ian Powrie y su banda, y bailarines de danza escocesa rural: Dixie Ingram and the Dixie Ingram Dancers, Joe Gordon Folk Four, James Urquhart, Ann & Laura Brand, Moira Anderson, y Kenneth McKellar. Todos los bailarines varones y Andy Stewart llevaban kilts y las mujeres llevaban largos vestidos blancos con fajas de tartán. Después del fin de The White Heather Club, Andy Stewart siguió apareciendo regularmente en programas especiales de televisión de Hogmanay hasta su jubilación. Su última aparición fue en 1992. 
En los años 1980, el cómico Andy Cameron presentó el Hogmany Show (Programa de Hogmanay) en el canal STV entre 1983 y 1984, y en el canal BBC Scotland de 1985 a 1990. Peter Morrison presentó el programa A Highland Hogmanay en STV/Grampian que fue cancelado en 1993.
También por muchos años, una programación especial de la Víspera de Año Nuevo en Escocia fue el programa de sketchs de comedia Scotch and Wry, en el que aparecía el cómico Rikki Fulton y que incluyó invariablemente un monólogo de él como el personaje lóbrego del reverendo I. M. Jolly.
Desde 1993, los programas en BBC Scotland por Hogmanay son Hogmanay Live y el programa con el tema de fútbol por Jonathan Watson titulado Only an Excuse? (¿Sola una excusa?)

## Influencia presbiteriana
El libro Scotch Presbyterian Eloquence del año 1693 contiene una de las primeras menciones a la fiesta en la crónica oficial de la iglesia. Hogmanay fue tratado con desaprobación general por los clérigos. Aún así, en Escocia, Hogmanay y el Día de Año Nuevo son tan o más importantes como la Víspera de Navidad y la Navidad.
Aunque la Navidad mantuvo su esencia religiosa en Escocia entre sus comunidades católicas y episcopales, la iglesia presbiteriana nacional, la Iglesia de Escocia, disuadió de celebrar la Navidad por casi 400 años; solo se convirtió en un día festivo público en Escocia en 1958. Por el contrario, el primero y el dos de enero son días festivos públicos, y Hogmanay es una celebración como la Navidad en Escocia.

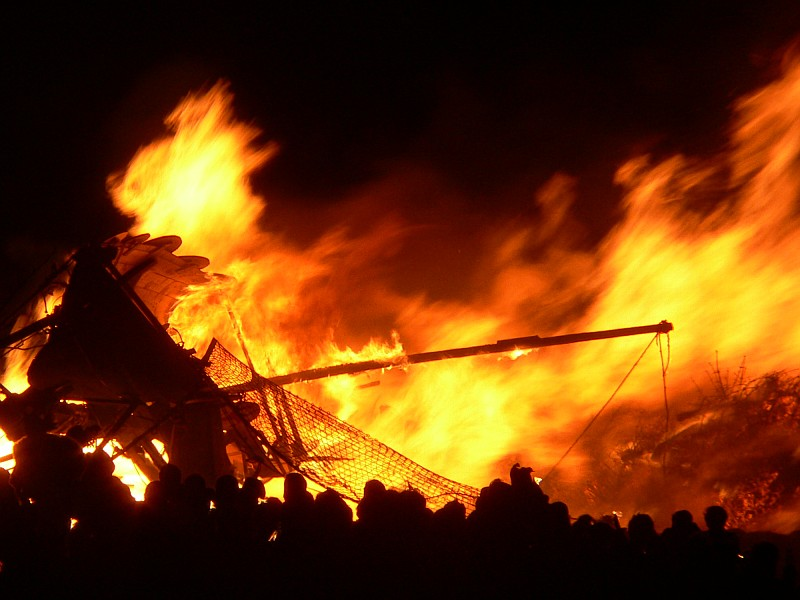
Se quema un drakkar vikingo durante las celebraciones de Hogmanay en Edimburgo.

## Celebraciones principales
Como en la mayoría del mundo, las ciudades escocesas más grandes—Glasgow, Edimburgo, y Aberdeen—tienen celebraciones toda la noche, y también las ciudades de Stirling e Inverness. Las celebraciones de Hogmanay en Edimburgo están entre las más grandes del mundo, y en 1996–1997, fueron reconocidas por el Libro Guinness de los récords como la fiesta de Año Nuevo más grande, con alrededor de 400,000 asistentes. Luego, se limitó la cantidad de asistentes debido a preocupaciones por la seguridad.

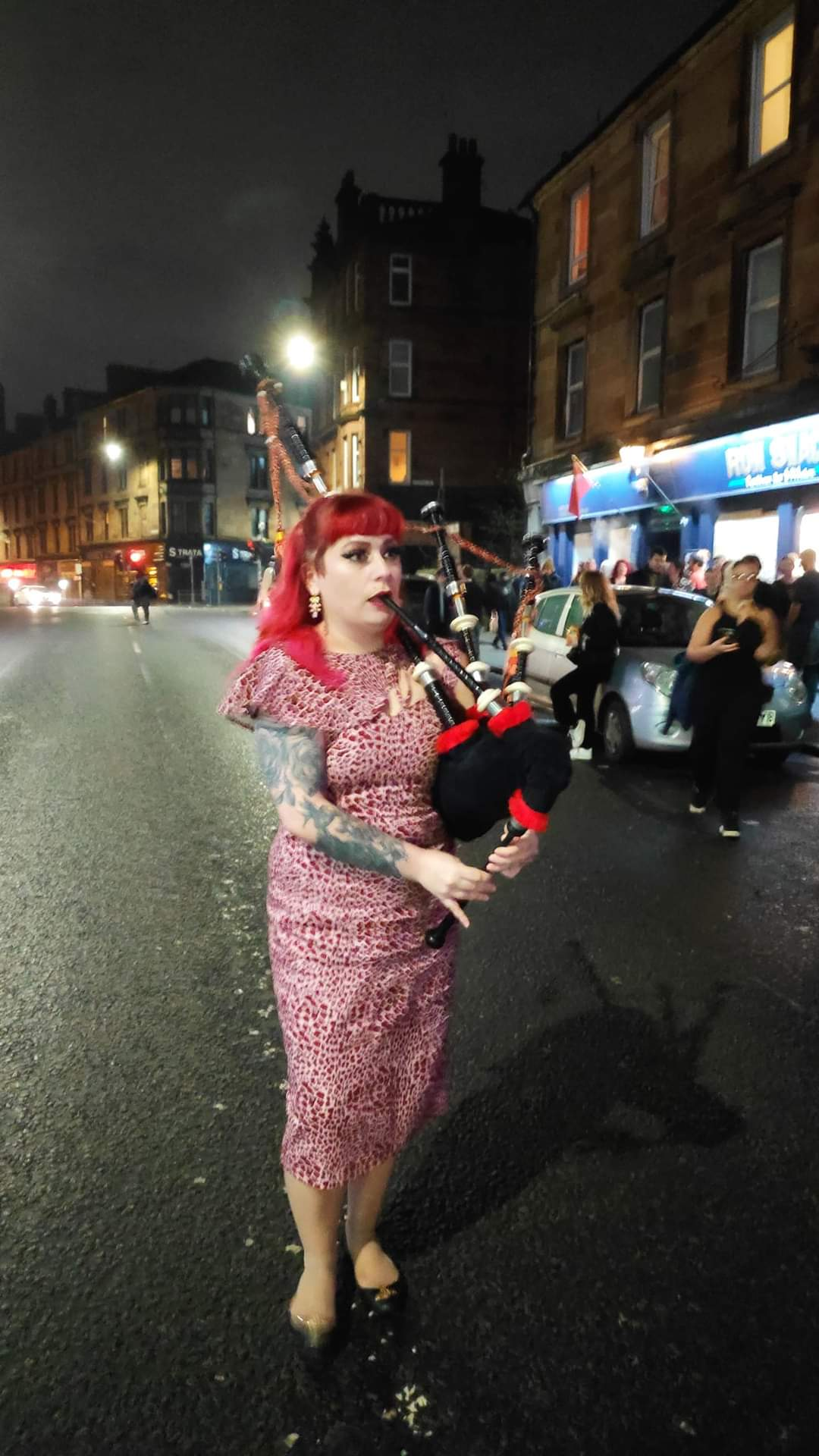
Una mujer tocando la gaita durante Hogmanay en Queen's Park en Glasgow el 31 de diciembre de 2023.

En 2003–2004, la mayoría de eventos organizados fueron cancelados con poca anticipación debido a vientos muy fuertes. Los Stonehaven Fireballs continuaron como fueron programados, sin embargo, con 6,000 personas enfrentándose al tiempo tempestuoso para mirar a las 42 personas girando bolas de fuego sobre la High Street. De manera similar, las celebraciones de 2006–2007 en Edimburgo, Glasgow, y Stirling fueron canceladas el mismo día debido a vientos fuertes y lluvia. No obstante, la celebración en Aberdeen siguió adelante y el grupo de música pop Wet Wet Wet abrió el espectáculo. 
Muchas celebraciones de Hogmanay fueron canceladas en 2020–2021 y 2021–2022 debido a la pandemia de COVID-19 en Escocia.

## Ne'erday
La mayoría de los escoceses celebra el Día de Año Nuevo con una cena especial, normalmente con pastel de carne.

## Día Handsel
Históricamente, se daban regalos en Escocia en el primer lunes del Año Nuevo, cuando además se comía carne al horno con verduras para celebrar la fiesta. Handsel era una palabra para regalo, y por ende "Handsel Day" o Handsel Monday (Día de Handsel o Lunes Handsel). En la Escocia moderna, esta práctica se ha perdido.
El periodo de festividades entre la Navidad y el lunes Handsel, incluyendo Hogmanay y Ne'erday, son llamados los Daft Days (Días Tontos).